# Честер (Коннектикут)
Честер (англ. Chester) — місто (англ. town) в США, в окрузі Міддлсекс штату Коннектикут. Населення — 3749 осіб (2020).

## Демографія
Згідно з переписом 2010 року, у місті мешкали 3994 особи в 1714 домогосподарствах у складі 1037 родин. Було 1923 помешкання
Расовий склад населення:
| - 96,3 % — білих - 1,0 % — чорних або афроамериканців - 0,8 % — азіатів - 0,1 % — корінних американців |

До двох чи більше рас належало 1,3 %. Частка іспаномовних становила 1,9 % від усіх жителів.
За віковим діапазоном населення розподілялося таким чином: 19,7 % — особи молодші 18 років, 59,5 % — особи у віці 18—64 років, 20,8 % — особи у віці 65 років та старші. Медіана віку мешканця становила 48,7 року. На 100 осіб жіночої статі у місті припадало 88,0 чоловіків;  на 100 жінок у віці від 18 років та старших — 87,7 чоловіків також старших 18 років.
Середній дохід на одне домашнє господарство  становив 105 196 доларів США (медіана — 86 675), а середній дохід на одну сім'ю — 131 269 доларів (медіана — 118 846). Медіана доходів становила 71 786 доларів для чоловіків та 60 833 долари для жінок. За межею бідності перебувало 4,0 % осіб, у тому числі 4,0 % дітей у віці до 18 років та 2,3 % осіб у віці 65 років та старших.
Цивільне працевлаштоване населення становило 2453 особи. Основні галузі зайнятості: освіта, охорона здоров'я та соціальна допомога — 18,4 %, науковці, спеціалісти, менеджери — 16,1 %, виробництво — 14,0 %.